# Rudra impatiens
Rudra impatiens är en spindelart som beskrevs av Cândido Firmino de Mello-Leitão 1945. 
Rudra impatiens ingår i släktet Rudra och familjen hoppspindlar. Inga underarter finns listade i Catalogue of Life.